# Rolf Holmqvist
Rolf Holmqvist, född 7 december 1948, är en svensk professor emeritus i klinisk psykologi vid Linköpings universitet. Han är legitimerad psykolog och psykoterapeut. Han har publicerat ett antal böcker, bland andra "Relationella perspektiv på psykoterapi" (2008), Relationell psykoterapi: så här gör man (2010), "Psykoterapi -relation och teknik" (2020), "Relational psychotherapy- principles and practices" (2022) samt tillsammans med Björn Philips "Vad är verksamt i psykoterapi" (2020) och tillsammans med David Clinton "Relationella perspektiv på handledning" (2018).